# Justin Bond
Justin Bond (Hagerstown, 9 mei 1963), is een New Yorkse travestie zanger.
Hij heeft meerdere acts en is onder andere beroemd om zijn optreden als Kiki & Herb.
In 2006 speelde hij als zichzelf in de film Shortbus.